# Núi Shiomi
Núi Shiomi (塩見岳 Shiomi-dake) là một ngọn núi nằm ở trung tâm dãy núi Akaishi-Alps phía nam, trong công viên Quốc gia Minami Alps, Nhật Bản. Nằm trên biên giới hai tỉnh Shizuoka và Nagano. Đây là một trong số 100 núi nổi tiếng Nhật Bản.